# Henri du Fayet de La Tour
Henri de la Tour, né le 16 avril 1855 à Saint-Vincent-de-Salers et mort le 24 juin 1913 à Antony, est un numismate français.

## Biographie
Né Jean-Baptiste-Jérôme-Marie-Henri du Fayet de la Tour, il est sous-bibliothécaire au Département des Monnaies, médailles et antiques de la Bibliothèque nationale de France et est chargé, à la fin des années 1880, de finaliser le projet d'un Catalogue général des monnaies gauloises commencé en 1876 par la Commission de topographie des Gaules.
Il publie en 1892 L'Atlas des monnaies gauloises, pourvu de 55 planches gravées par Léon Dardel et qui décrit plus de 2000 monnaies. L'ouvrage reste jusqu'à nos jours une référence pour les monnaies gauloises.

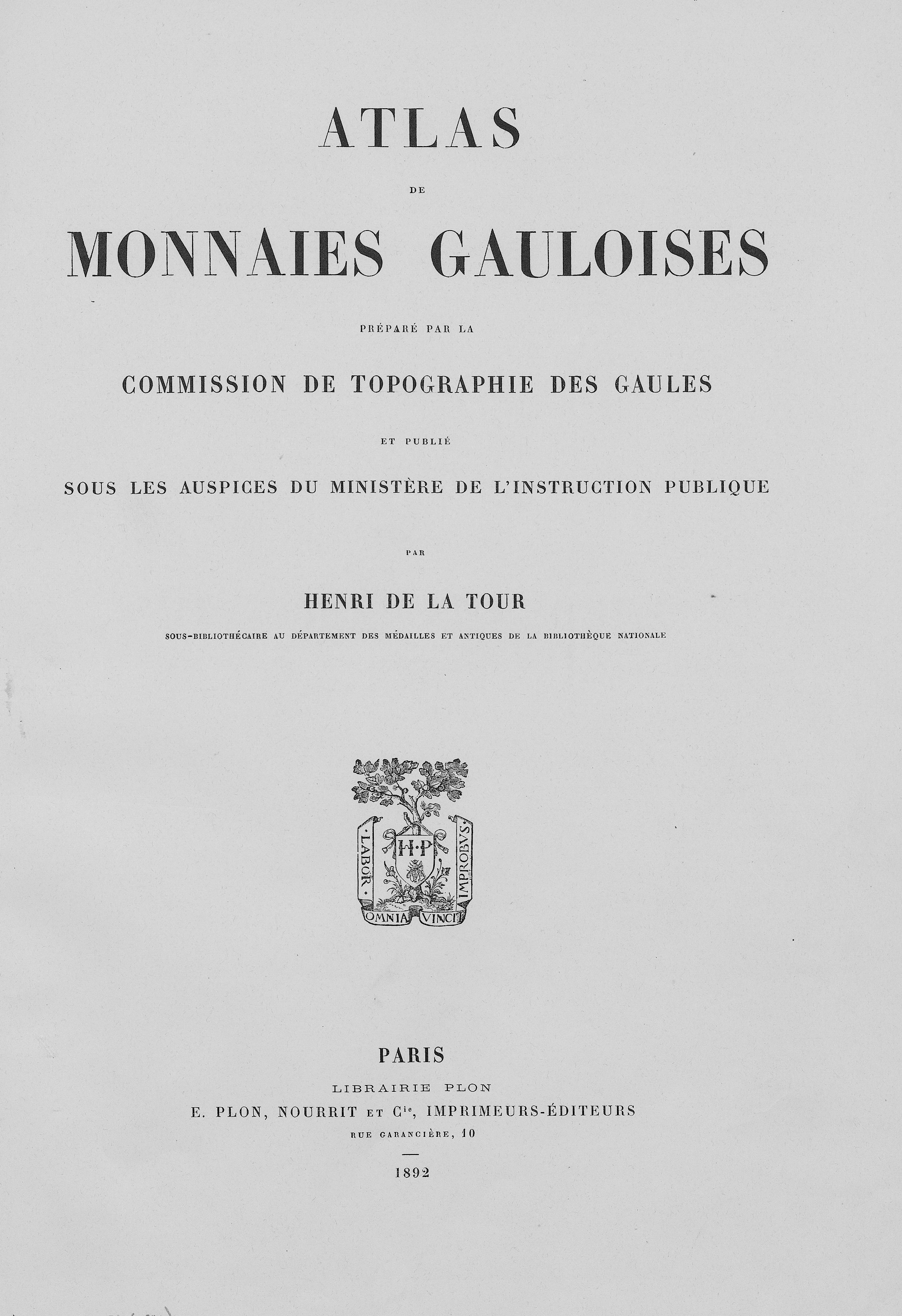
Page de titre de lAtlas de Monnaies gauloises publié en 1892.

Il participe au congrès du millénaire normand à Rouen en 1911.

## Publications
- 1892 : Atlas de monnaies gauloises, préparé par la Commission de topographie des Gaules. Plon, Paris. [lire en ligne] sur le site Gallica.fr.
- 1897 : Catalogue des jetons de la Bibliothèque nationale. Rois et reines de France, Paris, C. Rollin et Feuardent. [lire en ligne] sur le site Gallica.fr.
- 1904 : Natalis Rondot, Les Médailleurs et les graveurs de médailles en France, avant-propos, notes et planches par Henri de La Tour. Paris, A. Leroux. [lire en ligne] sur le site Gallica.fr.